# Wes Wilson
Robert Wesley Wilson (* 15. Juli 1937 in Sacramento, Kalifornien, USA; † 24. Januar 2020 in Leann, Missouri, USA) war ein US-amerikanischer Künstler und einer der führenden Designer psychedelischer Poster. Wilson gilt neben Alton Kelley, Victor Moscoso, Rick Griffin und Stanley Mouse als einer der „Big Five“ der Plakatkünstler im San Francisco der 1960er und 1970er Jahre.

## Biografie
Robert Wesley Wilson wurde am 15. Juli 1937 in Sacramento geboren. Er wuchs bei seiner Mutter im ländlichen Norden Kaliforniens auf. Nach dem Highschool-Abschluss leistete er eine Zeit lang Militärdienst. Er zog nach San Francisco und finanzierte sich sein Studium, indem er in einer kleinen Druckerei arbeitete. Er studierte Philosophie und Religion am San Francisco State College, brach das Studium jedoch ab, um seine junge Familie zu unterstützen.
Zu Beginn seiner Karriere in San Francisco lebte er mit anderen Künstlern wie Bob Carr im Apartmentkomplex Wently. Wilson und Carr gründeten zusammen eine Druckerei. Sie erstellten unter anderem Flyer für alternative Theater- und Tanzveranstaltungen. Wilson und seine Frau begannen auch, auf Partys und Tanzveranstaltungen mit lokalen Künstlern zu interagieren, darunter Janis Joplin und Jerry Garcia. Wilson sagte über die Hippie-Szene der 1960er Jahre in San Francisco: „Es war eine Zeit der Erleuchtung. In den 60ern dachten wir, Utopia sei etwas, das wirklich passieren würde.“
Sein erstes großes Plakat, das neben anderen Gruppen The Association ankündigte, zeigt schimmernde rote, flammenartige Buchstaben auf grünem Hintergrund. Wilson wurde besonders bekannt für den von ihm entwickelten Schriftstil, der die Aufmerksamkeit auf sich ziehen sollte und den die Leute erst entschlüsseln mussten. Er ließ sich von der Blockschrift Alfred Rollers inspirieren.
Mitte der 1960er Jahre stieg durch die Haight-Ashbury-Bewegung die Nachfrage nach Plakaten und Handzetteln im Raum San Francisco, und Wilson begann, Aufträge anzunehmen. 1965 veröffentlichte er sein erstes Plakat Are We Next? Das Protestplakat gegen den Vietnamkrieg wurde von Wilson entworfen, selbst gedruckt und verkauft und zeigte ein Hakenkreuz mit dem Aufdruck einer amerikanischen Flagge. Wilson sagte: „Ich habe es nur dort hingestellt, um die Leute zum Nachdenken anzuregen.“ Das Plakat erregte die Aufmerksamkeit des Rock-Promoters Chet Helms, der Wilson beauftragte, Handzettel für Family Dog zu entwerfen.
Anfang 1966 begann Wilson, Plakate für Helms und Bill Graham zu entwerfen, die beide wöchentliche Tanzveranstaltungen veranstalteten: Helms im Avalon Ballroom und Graham im Fillmore Auditorium und Fillmore West. Wilson schuf ikonische Plakate unter anderem für Jefferson Airplane, Otis Redding und die Grateful Dead. Für das letzte Beatles-Konzert im Candlestick Park am 29. August 1966 war Wilson der Plakatdesigner.
In den 1960er Jahren beendete er einvernehmlich die Zusammenarbeit mit Helms, da Wilson sich vom Promoter „erdrückt“ fühlte, der sagte, seine Kunst sei zu dieser Zeit „zu weit hergeholt“. Einige Monate später begann Wilson, exklusiv für Graham zu arbeiten, eine Vereinbarung, die 1967 wegen eines Vertragsstreits endete. Eines von Wilsons Grateful Dead-Postern wurde im September 1967 auf dem Cover von Life verwendet, wobei das Magazin ihn in einem Artikel über „den nationalen Posterwahn“ zitierte. 1968 erhielt er einen Preis des National Endowment for the Arts.
In den 1970er Jahren zog er auf eine Farm in den Ozarks südlich von Aurora (Missouri), wo er bis zu seinem Tod malte. Wilson wurde 1985 im Kunstbuch The Art of Rock vorgestellt und gestaltete auch dessen Originalcover. Später wurde er in Art of Engagement von Peter Selz erwähnt. 1989 fand eine Ausstellung mit Wilsons Werken im Springfield Art Museum statt.
Bis 2006 wurden Wilsons Poster unter anderem im Louvre, im National Museum of American Art in Washington, D.C., im San Francisco Museum of Modern Art und im Museum of Modern Art (MoMA) in New York City ausgestellt.
Wes Wilson starb am 24. Januar 2020 im Alter von 82 Jahren.